# Улица Грибалёвой
Улица Грибалёвой — меридиональная улица в Выборгском районе Санкт-Петербурга. Проходит от Литовской до Кантемировской улицы в историческом районе Выборгская сторона. Параллельна улице Харченко.

## История
Улица получила название 20 января 1969 года в память об участнице Великой Отечественной войны танкистке Валентине Александровне Грибалёвой (1919—1945). До этого с 1960-х годов называлась Антоновским проездом.

## Пересечения

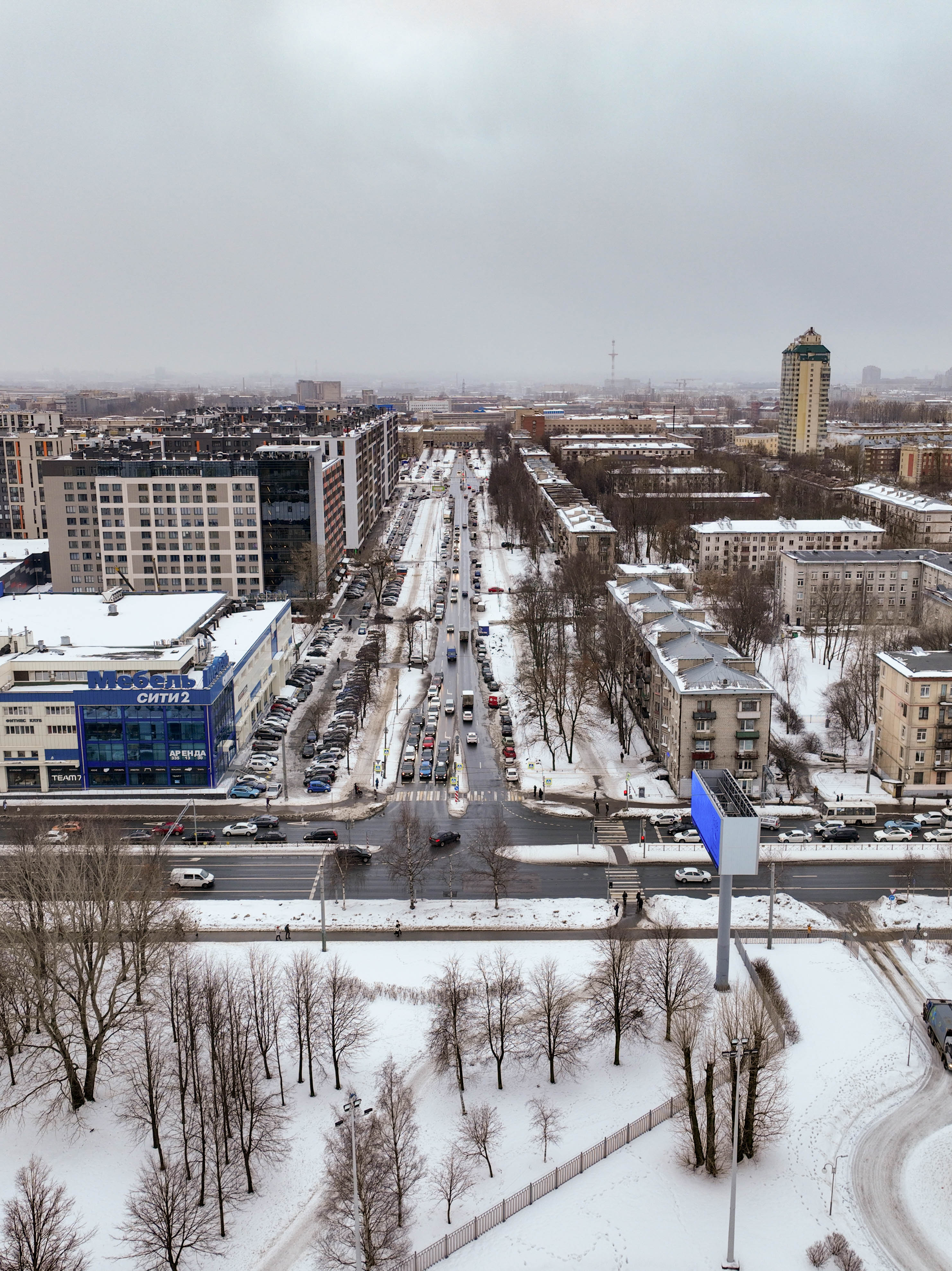
Вид на перспективу улицы Грибалёвой от пересечения с Кантемировской улицей

С юга на север (по увеличению нумерации домов) улицу Грибалёвой пересекают следующие улицы:
- Литовская улица — улица Грибалёвой примыкает к ней;
- Новолитовская улица — пересечение со смещением на Батенинской площади;
- Диагональная улица — примыкание[уточнить];
- улица Александра Матросова — примыкание фактически не существует;
- Кантемировская улица — улица Грибалёвой примыкает к ней.

## Транспорт
Ближайшие станции метро — «Лесная» и «Выборгская» 1-й (Кировско-Выборгской) линии.
Ближайшая железнодорожная станция — Кушелевка (около 500 м по прямой от конца улицы).

## Общественно значимые объекты
- Бизнес-центр «Аквилон» (у пересечения с Новолитовской улицей) — Новолитовская улица, дом 15, литера А;
- Новолитовский[источник не указан 1222 дня] сквер на Батенинской площади;
- Управление механизации № 260 — дом 9;[уточнить]
- Мебельный центр «Мебель-Сити 2» (у примыкания к Кантемировской улице) — Кантемировская улица, дом 37, литера А.